# كانيويلاس بارتيدو
كانيويلاس بارتيدو (بالإسبانية: Partido de Cañuelas) هو قسم إداري (بارتيدو) يقع في مقاطعة بوينس آيرس بـالأرجنتين. تُقدّر مساحته بحوالي 1,200 كيلومتر مربع، ويبلغ عدد سكانه نحو 42,575 نسمة. عاصمته هي مدينة كانيويلاس.

## التاريخ
تأسس القسم في 22 يناير 1822، ويُنسب تأسيسه إلى الجنرال كورنيليو سافيدرا، أحد الشخصيات البارزة في تاريخ الأرجنتين في مرحلة ما بعد الاستقلال.

## الاقتصاد
يعتمد اقتصاد كانيويلاس بارتيدو بشكل أساسي على الزراعة وتربية المواشي، بالإضافة إلى صناعات خفيفة وخدمات محلية. تشتهر المنطقة بإنتاج اللحوم ومنتجات الألبان، وتلعب دورًا مهمًا في شبكة الإمداد الغذائي للعاصمة بوينس آيرس.

## التجمعات السكانية
يتضمن القسم عددًا من المدن والقرى، من أبرزها:
- كانيويلاس – العاصمة وأكبر مدينة
- Alejandro Petión
- Santa Rosa
- Gobernador Udaondo
- Uribelarrea
- Vicente Casares
- ماكسيمو باز

## الجغرافيا
يتميز القسم بتضاريسه السهلية التي تُعد نموذجية لإقليم البامبا، مما يجعله مناسبًا للأنشطة الزراعية والرعوية.

## النقل
تقع كانيويلاس على تقاطع طرق رئيسية وسكك حديدية، وتتمتع بموقع استراتيجي قرب بوينس آيرس العاصمة، مما يسهل الوصول منها وإليها.

## الثقافة
تحتضن المنطقة فعاليات ثقافية تقليدية وأسواقًا محلية، وتشهد مهرجانات موسمية مرتبطة بالتراث الريفي الأرجنتيني.